# National Indian Association
National Indian Association, var en kvinnoorganisation i Indien, grundad 1870.
Den grundades av Mary Carpenter i Bristol. Föreningen hade sin bas i England, men hade lokalföreningar verksamma i både Storbritannien och i Indien. Syftet var att verka för möjligheter till utbildning för kvinnor i Indien. Den verkade för att finansiera skolor för flickor, utbilda kvinnliga lärare och ge stipendier till kvinnor att studera både i Indien samt för indiska kvinnor att studera utomlands. Föreningen blev en av de största och mest uppmärksammade för kvinnor i Indien. Den var en av de första där indiska kvinnor började lämna haremen, engagera sig i samhället och samverka med brittiska kvinnor. 